# Alberto Winkler
Alberto Winkler (Castelbello-Ciardes, 14 febbraio 1932 – Mandello del Lario, 14 giugno 1981) è stato un canottiere italiano.

## Biografia
Nacque da una famiglia di umili origini a Ciardes in provincia di Bolzano. Arrivato a Mandello del Lario dopo aver effettuato il servizio militare nel 1954, comincia a lavorare in Moto Guzzi come operaio nel reparto lattonieri. Forte fisicamente comincia nella società di proprietà della fabbrica come canottiere. Nel frattempo si sposa con Cleofe, da cui poi avrà un figlio, Ermes. Nel 1956 agli Europei di Bled viene presentato un nuovo equipaggio targato Canottieri Moto Guzzi: estremi sono Franco Trincavelli e Romano Sgheiz, al centro Winkler e Angelo Vanzin. Timoniere Ivo Stefanoni. Vincono il bronzo, ma dimostrano di poter puntare in alto.
Ed è proprio lo stesso equipaggio che il 27 novembre 1956 alle Olimpiadi di Melbourne conquista l'oro olimpico, davanti a Svezia, Finlandia e Australia. Winkler tornerà in nave e quando tornerà dirà di aver passato il più bel capodanno della sua vita.
Nel 1957 a Duisburg e nel 1958 a Poznań vince i campionati europei coll'otto.
Vivrà sempre a Mandello del Lario, fino alla morte nel 1981 per un infarto. Sepolto nel cimitero comunale di Mandello del Lario, sulla sua tomba oltre alla foto con la maglia della Canottieri Moto Guzzi, ci sono i 5 cerchi olimpici che ricordano i successi.